# Трели (радио)
„Трели“ е първата частна радиостанция, стартирала в ефира на Стара Загора на 13 ноември 1993 година.
Идеята за нейното създаване е на Любомир Минков – по това време журналист в Радио Стара Загора, станал популярен с шоуто си „Събота за всички“, което води от самото начало на 1990 година. Той регистрира фирма с името „Трели“ ООД, чиято основна цел е осъществяването на проекта. Малко по-късно успява да защити в конкурс програмната схема пред комисия от депутати и експерти на Временния съвет за радиочестоти и телевизионни канали към Комитета по пощи и далекосъобщения. Вследствие на това е получено разрешение за проектиране с работна честота 90.3 мегахерца УКВ стерео.
„Трели“ разчупва шаблоните на радиожурналистиката, като предлага динамично и непосредствено общуване с аудиторията, подплътено с разнообразна музика и свежо чувство за хумор. В ефира изгряват нови звезди на талантливи водещи. Сред тях са имена като Златомира Александрова, Диана Стоянова, Здравко Георгиев и Стефан Стоянов, които работят на принципа „one man show“, съчетавайки функциите на звукорежисьори и музикални редактори. Така дистанцията между слушателите и водещите се скъсява чувствително, като се създава усещането за непосредственост и близост. Във всяко предаване на радиото присъства активно обратната връзка, без да се налага каквато и да е цензура на обажданията.
Девизът на радиото е: „Усмихнато радио за свободни хора“.
Независимо от предимно забавно-развлекателния дух на „Трели“, в програмата му присъства и предаване на злободневни теми с името „Криво огледало“. То става пилотно за Десислава Младенова, като именно то става формален повод за атаки към управителя на радиото Любомир Минков. Той свиква събрание на съдружниците на „Трели“ ООД на 19 февруари 1994 г. и подава оставка, като заедно с това излиза и от фирмата.
След това е направен опит „Трели“ да бъде превърнато в информационно-коментарно радио, чиято основна цел е да популяризира действията на местната изпълнителна власт, но никога не постига голямата популярност от първите четири месеца на своето съществуване.
В края на 1995 г. радиото е продадено на софийската радиостанция Радио FM+, която започва излъчване на честотите на Радио „Трели“ на 15 януари 1996 г.